# Diego Rojas
Diego Nicolás Rojas Orellana (Antofagasta, 15 febbraio 1995) è un calciatore cileno, centrocampista del Curicó Unido.

## Carriera

### Club
Ha giocato nella prima divisione cilena.

### Nazionale
Con la nazionale Under-20 cilena ha preso parte a due edizioni del campionato sudamericano di calcio Under-20.

## Palmarès

### Club

#### Competizioni nazionali
- Campionato cileno: 1

Universidad Católica: 2019
- Supercopa de Chile: 1

Universidad Católica: 2019